# World War Live: Battle of the Baltic Sea
World War Live: Battle of the Baltic Sea è il primo album live della band power metal Sabaton.

## Tracce

### Disco 1
1. The March to War (Intro) [1:20]
2. Ghost Division [3:54]
3. Uprising [6:06]
4. Aces in Exile [6:06]
5. Cliffs of Gallipoli [6:34]
6. White Death [5:32]
7. Swedish Pagans [6:18]
8. Wolfpack [5:48]
9. 40:1 [5:42]
10. The Art of War [5:39]
11. Attero Dominatus [4:50]
12. The Price of a Mile [6:26]
13. Primo Victoria [5:01]
14. Metal Medley [5:10]
15. Dead Soldier's Waltz (Outro) [2:46]

### Disco 2
1. Screaming Eagles [4:27]
2. Coat of Arms [3:16]
3. Into the Fire [3:18]
4. Talvisota [3:34]
5. The Final Solution [5:36]
6. Back in Control [3:55]
7. Panzerkampf [5:28]
8. 7734 [3:50]
9. Hellrider [4:00]
10. Panzer Battalion [5:01]
11. Rise of Evil [7:51]
12. 40:1 [4:34]

L'album contiene inoltre:
- Live dei Sabaton al Rockstad Falun
- Videoclip di Coat of Arms
- Videoclip di Uprising
- Videoclip di Screaming Eagles[2]

## Formazione
- Joakim Brodén - voce
- Rickard Sundén - chitarra
- Oskar Montelius - chitarra
- Pär Sundström - basso
- Daniel Mÿhr - tastiere
- Daniel Mullback - batteria